# Haanhesz
Haanhesz (ḥ3-ˁnḫ=s, a név jelentése: „bár élne ő”) ókori egyiptomi királyné volt a XVII. dinasztia idején; feltehetőleg VII. Antef fáraó felesége.
Egyetlen sztéléről ismert, melyet fia, Ameni herceg állíttatott; a Koptoszban talált, eredetileg talán Denderában állt sztélé fele ma a londoni Petrie Múzeumban, a fele a moszkvai Puskin Múzeumban található. Ameni II. Szobekemszaf és Nubemhat leányát, Szobekemheb hercegnőt vette feleségül.
Egyetlen ismert címe: ḥm.t-nswt („a király felesége”).